# Ají de lengua
El ají de lengua es un plato tipo de la gastronomía boliviana, especialmente de Departamento Chuquisaca, donde predomina la producción de ají amarillo o rojo, que se utiliza en la receta.
Este ají, a base de lengua de res, se acompaña por papa cocida, una porción de tallarín, una porción de chuño y otra de ensalada denominada sarza.